# Paramycodrosophila costaricana
Paramycodrosophila costaricana är en tvåvingeart som beskrevs av Oswald Duda 1925. Paramycodrosophila costaricana ingår i släktet Paramycodrosophila och familjen daggflugor. Inga underarter finns listade i Catalogue of Life.